# Magliano Alpi
Magliano Alpi é uma comuna italiana da região do Piemonte, província de Cuneo, com cerca de 2.107 habitantes. Estende-se por uma área de 32 km², tendo uma densidade populacional de 66 hab/km². Faz fronteira com Bene Vagienna, Carrù, Frabosa Soprana, Frabosa Sottana, Mondovì, Ormea, Rocca de' Baldi, Roccaforte Mondovì, Sant'Albano Stura, Trinità.

## Demografia
| Variação demográfica do município entre 1861 e 2011                               |
|                                                                                   |
| Fonte: Istituto Nazionale di Statistica (ISTAT) - Elaboração gráfica da Wikipedia |